# Albert West
Pour les articles homonymes, voir West.
Albert West, né Albert Westelaken le 2 septembre 1949 à Bois-le-Duc et mort le 4 juin 2015 à Tilbourg, est un chanteur pop et un producteur néerlandais.

## Biographie
Il commence sa carrière comme chanteur au sein du groupe The Shuffles, qui remporte un certain succès à la fin des années 1960 et au début des années 1970.
Chanteur solo à partir de 1973, il jouit d'une importante popularité aux Pays-Bas, en Autriche et en Allemagne pendant une dizaine d'années, notamment avec ses chansons Ginny Come Lately (1973), Tell Laura I Love Her (1973), Sheila (1973), You and Me (1975). Sa collaboration avec Albert Hammond, en 1986, lui offre un nouveau succès (Give a Little Love).